# Sange fra anden sal
Sange fra anden sal (opr. Sånger från andra våningen) er en prisbelønnet svensk film fra 2000, skrevet og instrueret af Roy Andersson. Filmen indeholder flere små historier om forskellige folks liv, men den primære fokus ligger på Karl, der har brændt sin egen møbelforretning af for at få forsikringssummen. 
Filmen har en ofte surrealistisk kritik af et koldt samfund, der ødelægger sammenholdet mellem menneskene. I 2002 vandt den Bodilprisen for bedste ikke-amerikanske film, ligesom filmen modtog juryens pris ved Cannes-festivalen. 

## Medvirkende
- Lars Nordh
- Stefan Larsson
- Bengt C.W. Carlsson